# Samuel H. Piles
Samuel Henry Piles (Smithland 28 de diciembre de 1858 -  Los Ángeles 11 de marzo de 1940) fue un político estadounidense.

## Biografía
Nacido cerca de Smithland. Estudio en escuelas privadas, en 1883 fue admitido en el Colegio de Abogados. Ejerció como abogado general de la Pacific Coast Company de 1895 a 1905. Se desempeñó como fiscal en Seatle. Entre 1905 y 1911 fue senador de los Estados Unidos.
Fue designado Ministro Plenipotenciario de Estados Unidos en Colombia entre 1922 y 1928.